# Coenwulf av Mercia
Coenwulf av Mercia, död 821, var en engelsk monark. Han var kung av Mercia 796–821. 